# リバタリアンSF
リバタリアンSFはサイエンス・フィクションのサブジャンルの1つで、リバタリアニズムの哲学で示される政治と社会秩序を中心に描き、個人主義と最小限の国家を強調し、場合によっては全く国家が存在しないこともある。

## 概要
リバタリアンSFをされるものを書いている著者の圧倒的多数は自らを単なるSF作家だとしており、リバタリアン・フィクションという分類は通常一般的に使われるものとは言えない。これは、主として学究的あるいは主流の作家が社会批判の作品を書く際、ジャンルフィクションとしての分類を退ける傾向があるのとは対照的である。リバタリアニズムとサイエンス・フィクションの結びつきはアメリカでは非常に強く、SF大会にリバタリアン党が代表者を送り込むことも多く、今もリバタリアンSFを書いているSF作家L・ニール・スミスは、2000年にアリゾナ州からリバタリアン党のアメリカ合衆国大統領候補に立候補を表明したことがある。
ジャンルとしては1930年代と1940年代に生じたとみられ、これはSFパルプ雑誌が最高潮に達していた時代であり、同時にファシズムや共産主義も盛んだった時代である。このような時代背景の中、ジョージ・オーウェルの『1984年』（1949年）のようなディストピア小説が注目され、パルプ雑誌では全体主義への直接的な反発から生じる社会（あるいは小集団）という発想がよく見られるようになった。
アイン・ランドの『肩をすくめるアトラス』（1957年）は反社会主義的姿勢と個人主義的倫理が非常に強く表明されており、ジャンル全体に反響を巻き起こした。よりSFらしい例としては、ロバート・A・ハインラインの『月は無慈悲な夜の女王』（1966年）があり、普段リバタリアンSFを読まない人々からも高く評価された。リバタリアンSFの賞であるプロメテウス賞が毎年授与されている。受賞者の一部はリバタリアンだと認識されているが（L・ニール・スミス、ヴィクター・コーマン、ブラッド・リナウィーバー）、一部はそうではない（テリー・プラチェット、チャールズ・ストロス）。
他の特筆すべきリバタリアンSF作家としては、S・アンドリュウ・スワン、Michael Z. Williamson、ジョン・C・ライトがいる。

## 作品例
- ロバート・A・ハインライン、『月は無慈悲な夜の女王』（1966年）
- アイラ・レヴィン、『この完全なる時代』（1970年）
- アーシュラ・K・ル＝グウィン、『所有せざる人々』（1974年）
- J・ニール・シュルマン（英語版）、『Alongside Night』（1979年）
- L・ニール・スミス（英語版）、『The Probability Broach』（1980年）
- ヴァーナー・ヴィンジ、『Marooned in Realtime』（1986年）
- ラリー・ニーヴン、ジェリー・パーネル、マイクル・フリン（英語版）、『天使墜落』（1991年）
- ケン・マクラウド、『The Star Fraction』（1995年）
- ヴィクター・コーマン（英語版）、『Kings of the High Frontier』（1996年）
- ニール・スティーヴンスン、『The System of the World』（2004年）
- ジョス・ウィードン（脚本・監督）、『セレニティー』（2005年）